# 今井酒造店 (群馬県)
株式会社今井酒造店（いまいしゅぞうてん）は、群馬県太田市烏山中町に本社および工場を置く日本の酒造会社。

## 概要
- 創業は、1866年（慶応2年）、蔵は群馬県東部、太田市の北西に位置する。「上州風まかせ」、「新田山」、「不二神龍」ブランドの日本酒を醸造販売する老舗酒造メーカーである[1]。

「上州風まかせ」の由来
上州のからっ風ふきすさぶ厳寒中に醸されることから命名した。

## 営業情報
- 定休日 - 日・月曜日（第3月・火曜日は連休）
- 営業時間 - 午前9時 - 午後5時
- 蔵見学 - 行っていない

かぜくら - 喫茶飲食
- 定休日 - 月・火曜日
- 営業時間 - 午前11時 - 午後6時[1]

## 文化財
登録有形文化財（建造物）
登録年月日:2016年（平成28年）8月1日、種別:産業2次/建築物（煙突:その他工作物）、登録基準:国土の歴史的景観に寄与しているもの。
今井酒造店店舗兼主屋
年代:1868年 - 1882年（明治前期）建築、1900年（明治33年）移築、2003年（平成15年）改修、木造2階建、瓦葺、建築面積223m2。
今井酒造店本蔵
年代:1908年（明治41年）建築、土造2階建、瓦葺、建築面積254m2。
今井酒造店新蔵
年代:1909年（明治42年）建築、1965年頃（昭和40年頃）改築、木造2階建、瓦葺、建築面積308m2。
今井酒造店釜場及び瓶詰場
年代:1908年（明治41年）建築、木造2階建、瓦葺、建築面積155m2。
今井酒造店文庫蔵
年代:1908年（明治41年）建築、土造2階建、瓦葺、建築面積21m2。
今井酒造店煙突
年代:1908年（明治41年）建築、1965年頃（昭和40年）頃改修、煉瓦造、高さ14m。

## 交通
鉄道
- 東武伊勢崎線 - 三枚橋駅下車、徒歩10分

## 関連文献
- 日本醸造協会編『日本醸造協会雑誌』今井千仞著「今井酒造店」1987年
- 日本醸造協会編『日本醸造協会雑誌』「醸家銘々伝 今井酒造店 今井千仞」1987年2月